# Kropa
Kropa – wieś w Słowenii, w gminie Radovljica. W 2018 roku liczyła 752 mieszkańców.